# Louis-Étienne Parent
Pour l’article homonyme, voir Parent.
Louis-Étienne Parent (21 août 1875-24 mai 1960) est un industriel, marchand de bois et homme politique fédéral et municipal du Québec.

## Biographie
Né à Grenville dans la région des Laurentides,il étudia à l'Académie du Plateau à Montréal. Il reçut également une éducation privée. Il entama sa carrière publique en servant comme maire de la municipalité de Sainte-Agathe-des-Monts de 1906 à 1931. En 1929, il devint président de l'Association québécoise des marchands de bois.
Élu député du Parti libéral du Canada dans la circonscription fédérale de Terrebonne en 1930, il fut réélu en 1935. Sa carrière en politique prit fin lorsqu'il fut défait par le libéral indépendant Lionel Bertrand en 1940. 